# CH Водолея
CH Водолея (лат. CH Aquarii) — одиночная переменная звезда в созвездии Водолея на расстоянии (вычисленном из значения параллакса) приблизительно 38690 световых лет (около 11862 парсеков) от Солнца. Видимая звёздная величина звезды — от +15,6m до +14,5m.

## Характеристики
CH Водолея — жёлто-белая пульсирующая переменная звезда типа RR Лиры (RRAB) спектрального класса F. Эффективная температура — около 6564 К.